# تاتا کلیک
تاتا کلیک (انگلیسی: Tata Cliq) شرکت تجارت الکترونیک هندی است، که در سال ۲۰۱۶ توسط گروه تاتا تأسیس شد.